# 扎列奇耶 (莫斯科州)
扎列奇耶（羅馬化：Zarechʹye）是俄罗斯莫斯科州的市级镇，属州辖市奥金佐沃市（城市区），地处莫斯科州中部，在区行政中心奥金佐沃东、州府莫斯科西南侧，镇东部毗邻莫斯科直辖市管辖范围。莫斯科河一支流谢通河流经镇西北部。
该地2021年人口有5,802人；2010年人口6,270人；2002年人口5,110人。